# La Morena
La Morena är en ort i Mexiko.   Den ligger i kommunen Venustiano Carranza och delstaten Puebla, i den sydöstra delen av landet, 190 km nordost om huvudstaden Mexico City. La Morena ligger 240 meter över havet och antalet invånare är 258.
Terrängen runt La Morena är lite kuperad. Runt La Morena är det ganska tätbefolkat, med 65 invånare per kvadratkilometer. Närmaste större samhälle är Coatzintla, 19,8 km öster om La Morena. Omgivningarna runt La Morena är en mosaik av jordbruksmark och naturlig växtlighet.